# Audi A3 8V
8V er chassiskoden for Audi A3 fra 2012 og frem. Bilen blev præsenteret 6. marts 2012 på Geneve Motor Show som tredørs.
Tredørsmodellen kom på markedet den 24. august 2012, og har kunnet bestilles siden maj 2012. Den femdørs Sportback har kunnet bestilles siden slutningen af september 2012, og kom på markedet den 9. marts 2013.
I forhold til forgængeren har målene kun ændret sig lidt, dog er vægten nedsat med op til 80 kg.
Alle motorerne har turbolader. A3 8V er den første bil i Volkswagen-koncernen, som er baseret på den nye MQB-platform. Den skal i fremtiden bruges til alle koncernens bilmodeller med tværliggende motor, bortset fra New Small Family.

## Teknik og udstyr
Med A3 introducerer Audi nogle nyheder i den lille mellemklasse, som f.eks. LED-forlygter og navigations- og bilbetjeningssystemet MMI. Nyt er også den såkaldte Audi Phone Box, som er et rum i midterarmlænet hvor der kan ligge en mobiltelefon som kan etablere trådløs forbindelse til tagantennen for bedre modtagelse.
- Bagfra
- Interiør

## Motorer
I første omgang fandtes modellen med en 1,4-liters TFSI-benzinmotor med 90 kW (122 hk) og en 1,8 TFSI med S tronic og 132 kW (180 hk). 2,0 TDI-dieselmotoren yder nu 110 kW (150 hk). Siden august 2012 sælges også en 1,6 TDI med 77 kW (105 hk), et kombineret brændstofforbrug på 3,9 liter diesel og et CO2-udslip på 99 g/km.
Siden februar 2013 fås igen en 1,4 TFSI med cylinderfrakobling, COD, 103 kW (140 hk) og et maksimalt drejningsmoment på 250 Nm fra 1500 til 3500 omdr./min.
| Model         | Cylindre | Ventiler | Slagvolume cm³ | Max. effekt kW (hk) / omdr. | Max. drejningsmoment Nm / omdr. | 0-100 km/t sek. | Topfart km/t | Byggeår |
| ------------- | -------- | -------- | -------------- | --------------------------- | ------------------------------- | --------------- | ------------ | ------- |
| Benzinmotorer |          |          |                |                             |                                 |                 |              |         |
| 1.2 TFSI      | 4        | 8        | 1197           | 77 (105) / 5000             | 175 / 1400 − 4000               | 10,5            | 193          | 2012 −  |
| 1.4 TFSI      | 4        | 16       | 1395           | 90 (122) / 5000 − 6000      | 200 / 1400 − 4000               | 9,2 − 9,5       | 203          | 2012 −  |
| 1.4 TFSI COD  | 4        | 16       | 1395           | 103 (140) / 5000            | 250 / 1500 − 3500               | 8,3 − 8,4       | 213          | 2013 −  |
| 1.4 TFSI COD  | 4        | 16       | 1395           | 110 (150) /                 |                                 |                 | 220          |         |
| 1.5 TFSI      | 4        | 16       |                | 110 (150) /                 |                                 |                 |              |         |
| 1.8 TFSI      | 4        | 16       | 1798           | 132 (180) / 5100 − 6200     | 250 / 1250 − 5000               | 6,7 − 7,3       | 228 − 232    | 2012 −  |
| 2.0 TFSI (S3) | 4        | 16       | 1984           | 221 (300) / 5500 − 6800     | 380 / 1800 − 5500               | 5,1 − 5,4       | 2501         | 2012 −  |
| Dieselmotorer |          |          |                |                             |                                 |                 |              |         |
| 1.6 TDI       | 4        | 16       | 1598           | 77 (105) / 3000 − 4000      | 250 / 1500 − 2750               | 10,7 − 10,9     | 195          | 2012 −  |
| 2.0 TDI       | 4        | 16       | 1968           | 110 (150) / 3500 − 4000     | 320 / 1750 − 3000               | 8,3 − 8,7       | 213 − 216    | 2012 −  |
| 2.0 TDI       | 4        | 16       | 1968           | 135 (184) / 4000            | 380 / 1750 − 3000               | 6,9 − 7,4       | 232          | 2013 −  |

1 Elektronisk begrænset